# Venusberg (mitologia)

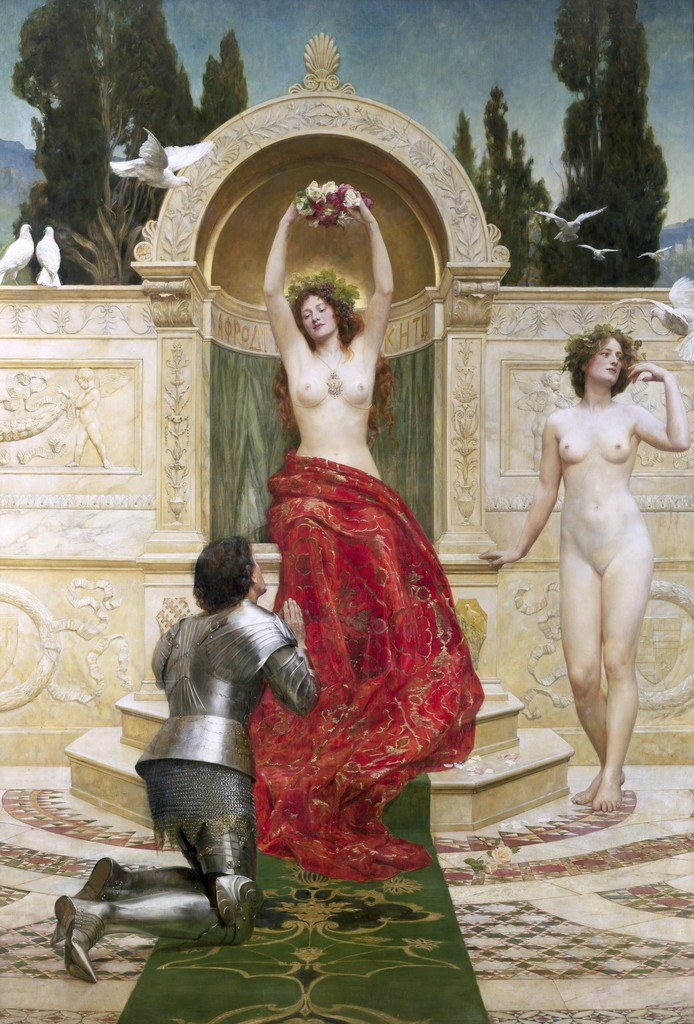
Tannhäuser in the Venusberg di John Collier (1901)

Il Venusberg (in tedesco "monte o montagna di Venere") è un luogo mitologico ricorrente nelle tematiche delle tradizioni popolari europee. Si ritrova in varie leggende e racconti epici a partire dal tardo medioevo.
Secondo la tradizione germanica le caverne del Venusberg ospitavano la corte di Venere, dea dell'amore. L'accesso alla montagna era nascosto agli uomini mortali, ma il cavaliere Tannhäuser (trovatore esistito storicamente e mitizzato) riuscì a raggiungerlo e trascorse un anno in adorazione della dea. Vinto dal rimorso per aver rinnegato Dio, uscì dalla grotta a chiedere perdono al papa Urbano IV, ma quando l'assoluzione gli fu negata il cavaliere tornò al Venusberg dove rimase per sempre.

## Letteratura

### Origine
La leggenda può essere considerata come una variante del mito dell'uomo mortale che, sedotto dalla "Regina delle Fate", viene trasportato in un mondo ultraterreno. Storie simili si raccontavano già nelle tradizioni popolari e nelle mitologie precedenti, ne sono degli esempi:
- Oisin nel Tír na nÓg, storia della mitologia irlandese tratta dal ciclo feniano, dove si racconta della fata Niamh che innamoratasi del principe Oisin lo porta con sé nel Tír na nÓg ("terra dell'eterna giovinezza". Dopo tre anni, Oisin decide di tornare in Irlanda, ma Niamh lo avverte che gli anni trascorsi nel frattempo sulla terra erano in realtà trecento, e gli sarebbero piombati addosso non appena avesse toccato terra. La fata dona a Oisin il proprio cavallo, dal quale non sarebbe mai dovuto smontare per nessuna ragione. Oisin trova la sua casa completamente rovinata dai secoli e si appresta a tornare da Niamh, ma durante la strada tenta di aiutare un uomo a sollevare una pietra su un carro causando la rottura delle redini del cavallo. Appena Oisin cadendo toccò terra divenne istantaneamente un vecchio per poi dissolversi in polvere.
- Thomas Rymer e la Regina di Elfland, racconto e ballata popolare scozzese (trasposta in romanzo durante il '400): il giovane Thomas si innamora della regina degli elfi che inizialmente lo respinge, in quanto un minimo peccato avrebbe fatto sfiorire la di lei bellezza. Ma l'insistenza di Thomas convince la regina a sposarlo e i due giacciono insieme per sette volte, ma la regina si trasforma in una vecchia decrepita dopo aver dormito con l'amato. Per questo Thomas non potrà più vedere la terra per un anno, e viene condotto nel regno degli elfi. Durante il tragitto verso il regno incantato la regina mostra a Thomas la via del paradiso e la via dell'inferno. Nel regno incantato il giovane trascorre tre o sette anni, che al giovane sembrano solo tre o sette giorni, allietato dal cibo e dalle danze. Al momento di dover partire chiede un pegno in ricordo della regina, che gli conferisce il dono della profezia e lo rende incapace di dire bugie. Egli profetizzerà importanti eventi della storia scozzese.

### Medioevo
Il nome Venusberg compare per la prima volta nella letteratura tedesca nel Formicarius di Johannes Nider, tra il 1437 e il 1438, anni in cui si manifestava un crescente interesse verso la stregoneria. In un passaggio del testo si racconta di un cavaliere che immaginò di recarsi al Venusberg, ma quando si svegliò si ritrovò in un "lago di sterco".
La più antica versione nota della leggenda è riportata dallo scrittore provenzale Antoine de la Sale, in un capitolo dell'opera nota come La Salade (circa 1440). In questo racconto, basato probabilmente su una tradizione italiana, la "Regina delle Fate" si chiama Sibilla invece che Venere, e non c'è associazione con Tannhäuser. La storia racconta che il cavaliere, cercando perdono per aver adorato una dea pagana, venne respinto dal Papa e ritorna perciò nel regno della dea. In seguito il Papa mandò degli emissari per cercare il cavaliere e farlo tornare indietro, senza riuscire più a trovarlo.

### Tradizione germanica
La narrazione di La Sale si fonde con il nome di Tannhäuser nel folclore germanico all'inizio del XVI secolo.
La ballata popolare germanica di Tannhäuser è attestata da numerose fonti a partire dal 1510 circa, sia in lingua alto-tedesca che in lingua basso-tedesca. Versioni popolari erano ancora tramandate nella tradizione orale nella prima metà del secolo XX, specialmente nelle aree alpine (una variante della Stiria chiamata Waldhauser fu trascritta nel 1924). I primi scritti (circa 1520) erano riportati su un unico foglio come d'usanza al tempo, e ne sono pervenuti esemplari da Augusta, Lipsia, Straubing, Vienna, e Wolfenbüttel.
Il primo documento pervenuto è il Lied von dem Danheüser di Jörg Dürnhofers Liederbuch, stampato da Gutknecht di Norimberga nel 1515 circa. Questa versione localizza il Venusberg sulle colline di Hörselberg, vicino Eisenach in Thuringia, sebbene altre versioni identifichino altre ubicazioni. La leggenda rimase popolare fino al XVII secolo, ed è riportata anche da Heinrich Kornmann (1614) e Johannes Praetorius (1668).

### Adattamenti moderni
La ballata è stata riscoperta con il Romanticismo tedesco. Ludwig Tieck pubblicò la favola nella collezione Romantische Dichtungen del 1799.
La versione di Johannes Preatorius del 1668 fu inclusa in Des Knaben Wunderhorn, una raccolta di poemi popolari tedeschi pubblicati Achim von Arnim e Clemens Brentano nel 1806.
Compare anche in forma di riassunto nella collezione Saghe Germaniche dei Fratelli Grimm del 1816.
Adattamenti successivi includono la novella Das Marmorbild (La Statua di Marble, 1819) di Joseph Freiherr von Eichendorff, e alcuni lavori di Ludwig Bechstein (1835) e Ludwig Uhland (Volkslieder, 1844). Nel laconico poema di Heinrich Heine Tannhäuser: A Legend, l'eroe trascorre sette anni nel Venusberg prima di recarsi a Roma.
Il tema raggiunse la massima popolarità quando Richard Wagner la rimaneggiò e ne riadattò la storia nella sua vasta opera in tre atti Tannhäuser (1845), famosa per la scandalosa raffigurazione della baldoria della corte di Venere nella prima scena.

### Età contemporanea
Il poeta inglese Algernon Swinburne racconta la storia in prima persona nel poema Laus Veneris.
Anthony Powell la trasforma in una novella Venusberg.
Le "porte di Tannhauser" nel film Blade Runner (1982) e nella fiction Cyberpunk fanno riferimento alla leggenda.

## Collocazione
Il Venusberg è stato collocata in vari luoghi reali della Germania:
- presso le grotte delle Hörselberg (come indicato sopra)
- a Ufhausen, vicino Friburgo in Brisgovia
- a Swabia, Waldsee
- a Wolkenstein